# Trichospermum ovatum
Trichospermum ovatum är en malvaväxtart som beskrevs av Kostermans. Trichospermum ovatum ingår i släktet Trichospermum och familjen malvaväxter. Inga underarter finns listade i Catalogue of Life.